# Chungsuk de Goryeo
El Rey Chungsuk de Goryeo (en hangul, 충숙왕; en hanja, 忠肅王)(30 de julio de 1294 – 3 de mayo de 1339) fue el vigesimonoveno rey del Goryeo (Corea), desde 1313 a 1330 y de nuevo desde 1332 a 1339. A veces es conocido por su nombre mongol, Aratnashiri, que se trasujo en hanja como Aralteunolksilri (아랄특눌실리, 阿剌忒訥失里). 

## Biografía
En 1314, Chungseon abdicó en su hijo Chungsuk. En 1315 tuvo a su primer hijo Chunghye. Esto incitó al príncipe anterior a la corona de Goryeo, Öljeyitü, también conocido como Wang Go, para establecer una alianza con el Emperador Sidibala de la dinastía Yuan para convertirse en Rey de Goryeo. El emperador exilió a Chungseon al Tíbet en 1320 e internó a Chungsuk en 1321. Sin embargo, Sidibala fue asesinado en 1323 y el plan de Öljeitü fue abortado.
A Chungsuk le permitieron regresar a Goryeo en 1325. En 1330 abdicó en su hijo Chunghye en 1330, pero fue restablecido dos años después tras deponerle desde Yuan.
Chungsuk murió en 1339.

## Familia

### Consortes y descendencia
1. Reina Gongwon del clan Hong de Namyang (18 de julio de 1298 – enero de 1380) (공원왕후 홍씨)
  1. Rey Chunghye de Goryeo (22 de febrero de 1315 – 30 de enero de 1344) (고려 충혜왕)
  2. Rey Gongmin de Goryeo (23 de mayo de 1330 – 27 de octubre de 1374) (고려 공민왕)
2. Princesa Consorte Bokguk del clan Borjigin (? – 26 de septiembre de 1319) (복국장공주)
3. Princesa Consorte Joguk del clan Borjigin (1308 – 20 de octubre de 1325) (조국장공주)
  1. Príncipe Yongsan (1325 – 1341) (용산원자)
4. Princesa Gyeonghwa (? – junio de 1344) (경화공주)
5. Consorte real Su-Bi del clan Kwon de Andong (? – 29 de abril de 1340) (수비 권씨)

## En la cultura popular
- Interpretado por Kwon Tae-won en el drama de la MBC 2013-2014 Empress Ki .